# Blockbok

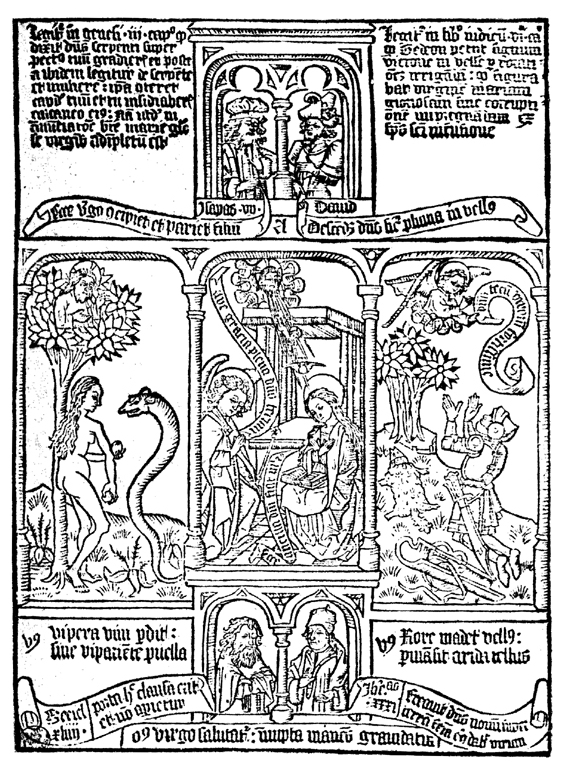
Sida ur Biblia pauperum från 1400-talet.

Blockbok var en tidig form av tryckt illustrerad bok, där text och illustrationer skurits i samma träblock, vilket sedan trycktes på boksidorna. 
Blockböckerna var en slags föregångare till boktryckarkonsten. De förekom i Kina redan på 800-talet och började tryckas i Europa på 1440-talet. Den mest kända blockboken är en utgåva av Biblia papetum tryckt i Bamberg 1461. Andra exempel är Ars moriendi ("konsten att dö"), Speculum humanæ salvationis ("Den mänskliga frälsningens spegel") och små latinska grammatikor, så kallade donater. Ett sent exempel är den ABC-bok som boktryckaren i Viborg Daniel Medelplan 1719 tryckte.